# Волоочко скельне
Волоочко скельне (Troglodytes monticola) — вид горобцеподібних птахів родини воловоочкових (Troglodytidae). Поширений у Південній Америці.

## Поширення
Ендемік гірського масиву Сьєрра-Невада-де-Санта-Марта на півночі Колумбії. Мешкає на узліссях ельфійського лісу, парамо та чагарників на межі дерев. За висотою ареал коливається від 3200 до 4800 м. За оцінками, популяція виду не перевищує 70-400 птахів.

## Опис
Дрібний птах, завдовжки 11,5 см. Голова і верхня частина тіла червоно-коричневі з чорнуватими смугами на нижній частині спини. Хвіст коричневий і також має темні смуги. Має вохристий надбрівну смужку і очі. Його підборіддя блідо-коричневе, яке темніє до коричневого кольору на горлі та грудях. Його боки вохристо-білі з темно-коричневими смугами, а анальна зона біла з чорнуватими смугами.